# Kochstraße (metrostation)
Kochtraße is een station van de metro van Berlijn, gelegen onder de Friedrichstraße, nabij de kruising met de Kochstraße, in het Berlijnse stadsdeel Kreuzberg. Het station opende op 30 januari 1923 als onderdeel van de Nord-Süd-Bahn, de huidige lijn U6. Tussen 1961 en 1990 lag het metrostation vlak aan de Berlijnse Muur bij Checkpoint Charlie. Kochstraße was in deze periode een grensstation: West-Berlijnse metrotreinen begonnen hier een lange transitrit over Oost-Berlijns grondgebied, waar alle stations behalve Friedrichstraße werden overgeslagen.

## Geschiedenis
Het Berlijnse stadsbestuur ontwikkelde al aan het begin van de 20e eeuw plannen voor een eigen metronet, dat onafhankelijk van de private Hochbahngesellschaft geëxploiteerd zou worden. De metroambities van de stad concentreerden zich op de zogenaamde Nord-Süd-Bahn, een noord-zuidlijn die het centrum over de as van de Friedrichstraße zou kruisen. De aanleg van de Nord-Süd-Bahn begon in 1912, maar moest vanwege het uitbreken van de Eerste Wereldoorlog al snel stilgelegd worden. Na de oorlog was de economische situatie zo slecht dat voltooiing van de lijn niet meer te realiseren leek. Men overwoog aan het begin van de jaren 1920 zelfs de deels gereedgekomen tunnels in de Friedrichstraße met zand te vullen, om het stadsverkeer van de vele bouwputten te verlossen. Deze oplossing bleek echter zo duur dat besloten werd de bouw in 1921 toch te hervatten.
Op 30 januari 1923 was het na een bouwtijd van elf jaar eindelijk zover: de Nord-Süd-Bahn kwam in gebruik en station Kochstraße opende na een bouwtijd van drie jaar zijn deuren. Aangezien de stadskas vanwege de economische crisis zo goed als leeg was, bleef er weinig geld over voor de inrichting van de stations. De gebruikelijke betegeling van de wanden, zoals de oorspronkelijke architecten Heinrich Jennen en Walter Köppen hadden voorzien, was daarom geschrapt. Alfred Grenander, huisarchitect van de Hochbahngesellschaft, en Alfred Fehse hadden na de dood van Jennen en Köppen het project overgenomen en kozen voor een goedkope wandbekleding van pleister. Om de stations toch een eigen uiterlijk te geven werd er variatie aangebracht in de afstand tussen de steunpilaren, waardoor ook in het dak verschillende patronen ontstonden, en kreeg elk station een eigen herkenningskleur: de basiskleur van de stations is steeds wit, maar elementen als de stalen pilaren, omlijstingen en kiosken kregen een vaste kleur per station. Grenander had dit principe eerder toegepast op de U2 en liet de kleuren wederom in een zich herhalend patroon afwisselen. Station Kochstraße kreeg de kleur geel toegewezen.

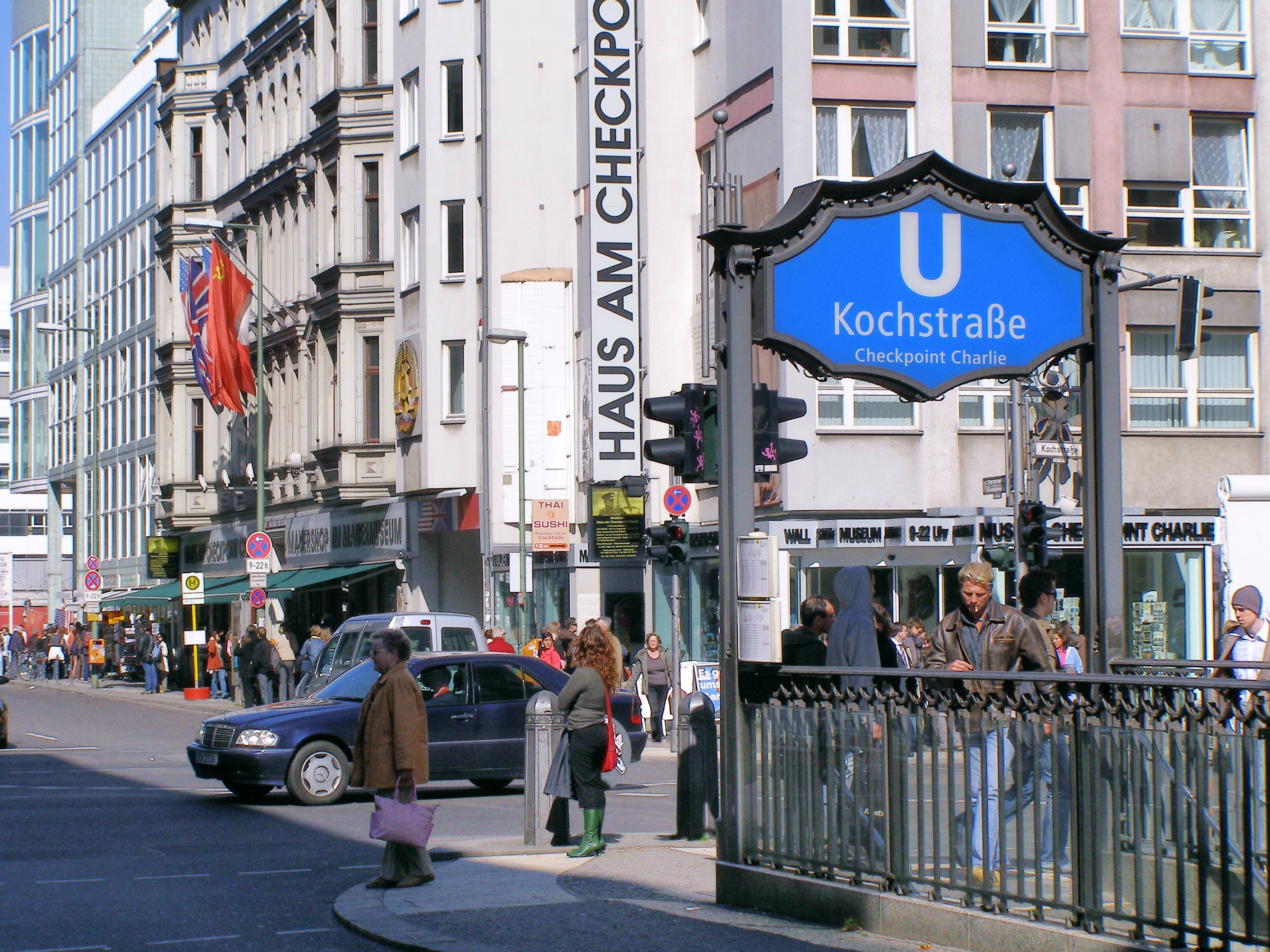
Toegang tot station Kochtraße op de middenberm van de Friedrichstraße, gezien richting Checkpoint Charlie

Aan beide uiteinden van het vlak onder het straatniveau gelegen eilandperron werden uitgangen naar de middenberm van de bovenliggende Friedrichstraße gecreëerd. Aangezien er hier weinig ruimte was, bouwde men aan elke zijde twee achter elkaar gelegen smalle trappen. De binnenste twee trappen dienden daarbij alleen als uitgang, terwijl de buitenste trappen als ingang aangemerkt waren. Deze oplossing is in vrijwel alle oudere stations van de U6 te vinden. De trappen worden bovengronds gemarkeerd door portalen met grillige, veelhoekige stationsborden, het handelsmerk van de stedelijke Nord-Süd-Bahn.
Terwijl op de oudere lijnen een perronlengte van 110 meter inmiddels de standaard was geworden, koos men bij de gemeentelijke metrolijn voor perrons met een lengte van 80 meter. Hierdoor konden, afhankelijk van het treintype, vier- of vijfrijtuigtreinen ingezet worden. Aangezien de Nord-Süd-Bahn met een groter omgrenzingsprofiel was aangelegd, reden er bredere treinstellen (2,65 m) met een grotere capaciteit dan op de lijnen van de Hochbahngesellschaft (2,3 m), waardoor kortere treinen voldoende werden geacht.

### Tweede Wereldoorlog
De Tweede Wereldoorlog zorgde voor grote verwoestingen in het Berlijnse metronet. Ook station Kochstraße werd getroffen: op 7 mei 1944 veroorzaakten vliegtuigbommen zware schade aan het dak en de wanden. Eind april 1945 werd de dienst op de laatste nog in bedrijf zijnde metrolijnen vanwege de vele verwoestingen en gebrekkige stroomvoorziening gestaakt. De situatie verergerde nog in mei 1945, toen de Noord-zuidtunnel van de S-Bahn ter hoogte van het Landwehrkanaal werd opgeblazen en onder water kwam te staan. Via een voetgangerstunnel in station Friedrichstraße bereikte het water ook het metronetwerk. Bijna een miljoen kubieke meter water verspreidde zich vervolgens door de tunnels en het traject Leopoldplatz - Flughafen (C/U6) overstroomde volledig.
Na het einde van de oorlog begon men meteen met het herstellen van de beschadigde tunnels en stations. Op 12 juli 1945 reden de eerste pendeltreinen tussen Kochstraße en Friedrichstraße. In december was de doorgaande dienst op lijn C hersteld.

### Deling van de stad
Na de Tweede Wereldoorlog was het station vlak aan de sectorgrens komen te liggen. Lijn C werd na de splitsing van het stadsvervoerbedrijf BVG in 1949 een West-Berlijnse lijn, die in het centrum echter over Oost-Berlijns grondgebied verliep. Kochstraße was een grensstation geworden, omgeroepen als letzter Bahnhof in Berlin-West. De treinen bleven aanvankelijk als voorheen rijden, de metro trok zich weinig aan van de sectorgrenzen.
De bouw van de Berlijnse Muur in 1961 zorgde voor een ommekeer. De Oost-Berlijnse stations op de transittrajecten van de lijnen C en D (U8) werden hermetisch afgesloten en de treinen stopten er niet meer. Na station Kochstraße volgde in noordelijke richting een lange rit zonder haltes naar station Friedrichstraße, dat weliswaar in het oosten lag, maar vanwege de overstapmogelijkheden op de West-Berlijnse S-Bahn open bleef, zij het alleen voor West-Berlijnse reizigers. Voorbij station Friedrichstraße reden de treinen wederom zonder op de tussengelegen stations te stoppen naar de Reinickendorfer Straße, het andere grensstation op lijn C. In het westen van Kreuzberg liep de muur parallel aan de Kochstraße, een kleine honderd meter van het metrostation. Recht tegenover de noordelijke uitgang van station Kochstraße bevond zich een van de grensovergangen tussen Oost- en West-Berlijn: Checkpoint Charlie.

### Hereniging

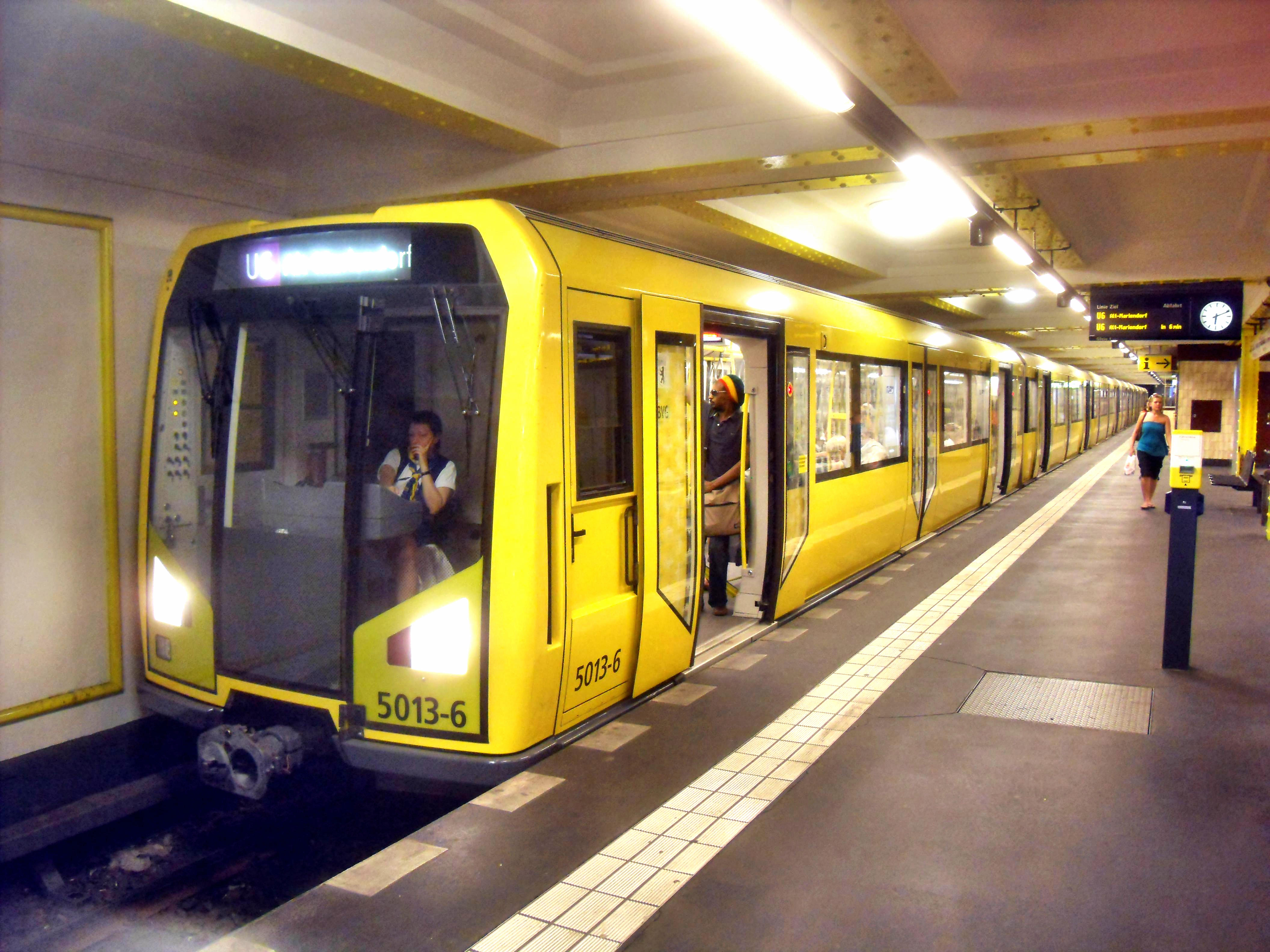
Trein van het type H in station Kochstraße

Nadat de Muur op 9 november 1989 was gevallen, werden de stations op de transittrajecten weer een voor een heropend. Op 1 juli 1990, de dag waarop de officiële hereniging van de beide Duitse staten een feit werd, waren alle stations weer voor reizigers toegankelijk gemaakt. In 1996 volgde een omvangrijke restauratie van de jarenlang verwaarloosde spookstations op het centrale deel van de U6 en van de twee grensstations. Het pleister- en schilderwerk van station Kochstraße, een beschermd monument, werd in oude glorie hersteld. Daarnaast verlengde men het perron naar het noorden door een van de voorportalen erbij te trekken, zodat er voortaan zesrijtuigtreinen in het station konden stoppen. De korte perrons hadden al in de jaren 1960 tot capaciteitsproblemen geleid, waarna de perronverlenging op de stations in West-Berlijn ter hand werd genomen. De stations op het transittraject en de grensstations konden echter pas na de hereniging aangepakt worden. Aan de verlengde noordzijde van het station werd tevens een lift ingebouwd, die net als de trappen rechtstreeks van het perron naar de middenberm van de Friedrichstraße leidt. Sinds de restauratie draagt de stationsnaam de toevoeging Checkpoint Charlie, die ook op de vernieuwde (maar in oude stijl gelaten) borden boven de trappen en op het perron prijkt.